# Кольцо Флейшера

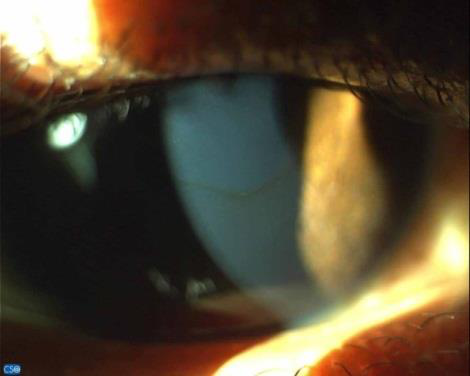
Кольцо Флейшера при кератоконусе, из обзора Mahmoud et al., 2022.

Кольца Флейшера — отложения гемосидерина в базальном эпителии роговицы, обычно от желтоватого до тёмно-коричневого цвета, иногда разорванные. В отличие от похожих по названию колец Кайзера-Флейшера, образуются отложениями железа, а не меди. Встречаются примерно в половине случаев кератоконуса, дегенеративного заболевания роговицы. Во время осмотра с помощью щелевой лампы наиболее заметны при использовании кобальтового синего света. Названы в честь немецкого доктора Бруно Флейшера, описавшего их в 1906 году.
В одном исследовании шести случаев кератоконуса, вызванных внешними факторами («вторичного кератоконуса»), у всех пациентов также были обнаружены отложения железа, напоминающие кольца Флейшера.